# Cataglyphis
Cataglyphis é um gênero de insetos, pertencente a família Formicidae.

## Espécies
| - Cataglyphis abyssinicus (Forel, 1904) - Cataglyphis adenensis (Forel, 1904) - Cataglyphis aenescens (Nylander, 1849) - Cataglyphis albicans (Roger, 1859) - Cataglyphis alibabae Pisarski, 1965 - Cataglyphis altisquamis (Andre, 1881) - Cataglyphis argentatus (Radoszkowsky, 1876) - Cataglyphis asiriensis Collingwood, 1985 - Cataglyphis bicolor (Fabricius, 1793) — deserto do Saara - Cataglyphis bicoloripes Walker, 1871 - Cataglyphis bombycinus (Roger, 1859) — deserto do Saara - Cataglyphis cana Santschi, 1925 - Cataglyphis cinnamomeus (Karavaiev, 1910) - Cataglyphis constrictus (Mayr, 1868) - Cataglyphis cugiai Menozzi, 1939 - Cataglyphis cursor (Fonscolombe, 1846) - Cataglyphis diehlii (Forel, 1902) - Cataglyphis elegantissimus Arnol'di, 1968 - Cataglyphis emeryi (Karavaiev, 1910) - Cataglyphis emmae (Forel, 1909) - Cataglyphis floricola Tinaut, 1993 - Cataglyphis foreli (Ruzsky, 1903) - Cataglyphis fortis (Forel, 1902) — deserto do Saara - Cataglyphis frigidus (Andre, 1881) - Cataglyphis gaetulus Santschi, 1929 - Cataglyphis gracilens Santschi, 1929 - Cataglyphis hannae Agosti, 1994 — Tunísia - Cataglyphis hellenicus (Forel, 1886) - Cataglyphis hispanicus (Emery, 1906) - Cataglyphis humeya Tinaut, 1991 - Cataglyphis ibericus (Emery, 1906) - Cataglyphis indicus Pisarski, 1961 | - Cataglyphis isis (Forel, 1913) - Cataglyphis italicus (Emery, 1906) - Cataglyphis karakalensis Arnol'di, 1964 - Cataglyphis kurdistanicus Pisarski, 1965 - Cataglyphis laevior Santschi, 1929 - Cataglyphis lividus (Andre, 1881) - Cataglyphis longipedem (Eichwald, 1841) - Cataglyphis lucasi (Emery, 1898) - Cataglyphis lunaticus Baroni Urbani, 1969 - Cataglyphis machmal Radchenko & Arakelian, 1991 - Cataglyphis mauritanicus (Emery, 1906) — deserto do Saara - Cataglyphis minimus Collingwood, 1985 - Cataglyphis niger (Andre, 1881) - Cataglyphis nigripes Arnol'di, 1964 - Cataglyphis nodus (Brulle, 1832) — Dalmácia - Cataglyphis otini Santschi, 1929 - Cataglyphis oxianus Arnol'di, 1964 - Cataglyphis pallidus Mayr, 1877 - Cataglyphis piliger Arnol'di, 1964 - Cataglyphis piliscapus (Forel, 1901) - Cataglyphis rosenhaueri Santschi, 1925 - Cataglyphis ruber (Forel, 1903) - Cataglyphis sabulosus Kugler, 1981 - Cataglyphis saharae Santschi, 1929 - Cataglyphis savignyi (Dufour, 1862) — deserto do Saara - Cataglyphis semitonsus Santschi, 1929 - Cataglyphis setipes (Forel, 1894) - Cataglyphis takyrica Dlussky, 1990 - Cataglyphis theryi Santschi, 1921 - Cataglyphis urens Collingwood, 1985 - Cataglyphis velox Santschi, 1929 - Cataglyphis viaticoides (Andre, 1881) - Cataglyphis viaticus (Fabricius, 1787) |